# Saison 1976-1977 de la LHOu
Saison précédente Saison suivante
La saison 1976-1977 est la 11e saison de hockey sur glace de la Ligue de hockey de l'Ouest du Canada, maintenant connue sous le nom de Ligue de hockey de l'Ouest. Les Bruins de New Westminster remportent une troisième Coupe du Président consécutive en battant en finale les Wheat Kings de Brandon. Puis les Bruins remportent la Coupe Memorial. 

## Saison régulière
Avant le début de la saison, alors que la ligue répartit ses équipes sur trois divisions qui seront composées de quatre équipes chacune, les Oil Kings d'Edmonton sont relocalisés vers Portland dans l'état américain de l'Oregon. Cette franchise, renommée les Winter Hawks de Portland, devient alors la toute première équipe de la ligue basée aux États-Unis. De leur côté, les Clubs de Winnipeg changent de nom pour prendre celui des Monarchs de Winnipeg.  

### Classement
| Division Est           | PJ | V  | D  | N  | Pts | BP  | BC  |
| ---------------------- | -- | -- | -- | -- | --- | --- | --- |
| Wheat Kings de Brandon | 72 | 54 | 10 | 8  | 116 | 447 | 242 |
| Blades de Saskatoon    | 72 | 30 | 30 | 12 | 72  | 317 | 290 |
| Bombers de Flin Flon   | 72 | 16 | 42 | 14 | 46  | 294 | 411 |
| Pats de Regina         | 72 | 8  | 53 | 11 | 27  | 218 | 464 |

| Division Centrale      | PJ | V  | D  | N  | Pts | BP  | BC  |
| ---------------------- | -- | -- | -- | -- | --- | --- | --- |
| Tigers de Medicine Hat | 72 | 32 | 28 | 12 | 76  | 330 | 304 |
| Monarchs de Winnipeg   | 72 | 31 | 34 | 7  | 69  | 341 | 384 |
| Broncos de Lethbridge  | 72 | 28 | 32 | 12 | 68  | 324 | 335 |
| Centennials de Calgary | 72 | 22 | 34 | 15 | 59  | 329 | 397 |

| Division Ouest            | PJ | V  | D  | N  | Pts | BP  | BC  |
| ------------------------- | -- | -- | -- | -- | --- | --- | --- |
| Bruins de New Westminster | 72 | 47 | 14 | 11 | 105 | 363 | 216 |
| Chiefs de Kamloops        | 72 | 34 | 26 | 12 | 80  | 308 | 291 |
| Winter Hawks de Portland  | 72 | 36 | 29 | 7  | 79  | 359 | 294 |
| Cougars de Victoria       | 72 | 27 | 32 | 13 | 67  | 299 | 301 |

### Meilleurs pointeurs
| Joueur         | Équipe          | PJ | B  | A   | Pts | Pun |
| -------------- | --------------- | -- | -- | --- | --- | --- |
| Bill Derlago   | Brandon         | 72 | 96 | 82  | 178 | 63  |
| Ray Allison    | Brandon         | 71 | 45 | 92  | 137 | 198 |
| Brian Propp    | Brandon         | 72 | 55 | 80  | 135 | 47  |
| Kevin McCarthy | Winnipeg        | 72 | 22 | 105 | 127 | 110 |
| Dan Bonar      | Brandon         | 72 | 75 | 50  | 125 | 70  |
| Tony Currie    | Portland        | 72 | 73 | 52  | 125 | 50  |
| Mark Lofthouse | New Westminster | 70 | 54 | 58  | 112 | 59  |
| Wayne Babych   | Portland        | 72 | 50 | 62  | 112 | 76  |
| Brent Peterson | Portland        | 69 | 34 | 78  | 112 | 98  |
| Kim Davis      | Flin Flon       | 69 | 56 | 55  | 111 | 250 |

## Séries éliminatoires
- Ronde préliminaire
- Les Centennials de Calgary remportent leur série face aux Tigers de Medicine Hat par la marque de 4 victoires à 0.
- Les Broncos de Lethbridge remportent leur série face aux Blades de Saskatoon par la marque de 4 victoires à 2.

|  | Quarts de finale          | Quarts de finale          |                           |   | Demi-finales | Demi-finales |  |  | Finale | Finale |
|  | Quarts de finale          | Quarts de finale          |                           |   | Demi-finales | Demi-finales |  |  | Finale | Finale |
|  |                           |                           |                           |   |              |              |  |  |        |        |
|  |                           |                           |                           |   |              |              |  |  |        |        |
|  |                           |                           |                           |   |              |              |  |  |        |        |
|  | Wheat Kings de Brandon    | 5                         |                           |   |              |              |  |  |        |        |
|  | Wheat Kings de Brandon    | 5                         |                           |   |              |              |  |  |        |        |
|  | Monarchs de Winnipeg      | 2                         |                           |   |              |              |  |  |        |        |
|  | Monarchs de Winnipeg      | 2                         | Wheat Kings de Brandon    | 4 |              |              |  |  |        |        |
|  |                           |                           | Wheat Kings de Brandon    | 4 |              |              |  |  |        |        |
|  |                           | Broncos de Lethbridge     | 0                         |   |              |              |  |  |        |        |
|  | Broncos de Lethbridge     | Broncos de Lethbridge     | 0                         | 5 |              |              |  |  |        |        |
|  | Broncos de Lethbridge     |                           |                           | 5 |              |              |  |  |        |        |
|  | Centennials de Calgary    | 2                         |                           |   |              |              |  |  |        |        |
|  | Centennials de Calgary    | 2                         | Wheat Kings de Brandon    | 1 |              |              |  |  |        |        |
|  |                           |                           | Wheat Kings de Brandon    | 1 |              |              |  |  |        |        |
|  |                           | Bruins de New Westminster | 4                         |   |              |              |  |  |        |        |
|  | Bruins de New Westminster | Bruins de New Westminster | 4                         | 4 |              |              |  |  |        |        |
|  | Bruins de New Westminster |                           |                           | 4 |              |              |  |  |        |        |
|  | Cougars de Victoria       | 0                         |                           |   |              |              |  |  |        |        |
|  | Cougars de Victoria       | 0                         | Bruins de New Westminster | 4 |              |              |  |  |        |        |
|  |                           |                           | Bruins de New Westminster | 4 |              |              |  |  |        |        |
|  |                           | Winter Hawks de Portland  | 1                         |   |              |              |  |  |        |        |
|  | Winter Hawks de Portland  | Winter Hawks de Portland  | 1                         | 4 |              |              |  |  |        |        |
|  | Winter Hawks de Portland  |                           |                           | 4 |              |              |  |  |        |        |
|  | Chiefs de Kamloops        | 1                         |                           |   |              |              |  |  |        |        |
|  | Chiefs de Kamloops        | 1                         |                           |   |              |              |  |  |        |        |

## Honneurs et trophées
- Champion de la saison régulière : Wheat Kings de Brandon.
- Trophée du Joueur le plus utile (MVP), remis au meilleur joueur : Barry Beck, Bruins de New Westminster.
- Meilleur pointeur : Bill Derlago, Wheat Kings de Brandon.
- Trophée du meilleur esprit sportif : Steve Tambellini, Broncos de Lethbridge.
- Meilleur défenseur : Barry Beck, Wheat Kings de Brandon.
- Recrue de l'année : Brian Propp, Wheat Kings de Brandon.
- Meilleur gardien : Glen Hanlon, Wheat Kings de Brandon.
- Meilleur entraîneur : Dunc McCallum, Wheat Kings de Brandon.